# Lijst van burgemeesters van Vaesrade
Dit is een lijst van burgemeesters van de voormalige Nederlandse gemeente Vaesrade in de provincie Limburg, totdat deze per 26 juli 1821 opging in de gemeente Nuth.
| Ambtsperiode | Naam burgemeester                | Bijzonderheden                                                         |
| ------------ | -------------------------------- | ---------------------------------------------------------------------- |
| 1800 - 1813  | Jean (J.) Mannens                | de functie werd in die periode maire genoemd                           |
| 1814 - 1821  | Pieter Leonard(us) (P.L.) Ritzen | de functie werd in die periode "bourgemaitre", maire en schout genoemd |